# Rivula ochrea
Rivula ochrea är en fjärilsart som beskrevs av Bethune-Baker 1911. Rivula ochrea ingår i släktet Rivula och familjen nattflyn. Inga underarter finns listade.